# سالوستیوس
سالوستیوس (یونانی باستان: Σαλούστιος) از نویسندگان رومی سده چهارم میلادی و از دوستان ژولیان، امپراتور روم، بود.
سالوستیوس رساله‌ای درباره خدا و کیهان نوشت که گونه‌ای کتابچه راهنما برای پاگانیسم هلنی سده چهارم به‌شمار می‌آید. نوشته‌های سالوستیوس به میزان زیادی از یامبلیخوس اثر گرفته که فلسفه افلاطون را با مکتب فیثاغوری و موضوعات مربوط به انجام کرامات ترکیب کرده‌بود. نوشته‌های فلسفی ژولیان نیز بر سالوستیوس بی‌تأثیر نبوده‌است.
رساله سالوستیوس موجز و فشرده نگاشته شده و عموماً از نظریه‌پردازی‌های ماوراءطبیعی پردامنه‌ای که در متون مبسوط نوافلاطونی دیده می‌شود عاری است. بخشی از هدف از نگارش این رساله این‌گونه بیان شده‌است: «دفع هجوم دائمی مجادله‌های مسیحی با نظر به چیرگی فزاینده مسیحیت؛ و برای این‌که پاسخ الهیات را با الهیات داده باشیم.»